# Naturalizam
Naturalizam je umjetnički, posebice književni pravac koji se nastavlja na realizam. Prikazuje prirodu i čovjeka u najvulgarnijim i najtamnijim trenucima. 
U članku "Eksperimentalni roman" iz 1880. godine, Emile Zola traži od pisca da postane znanstvenik i da kao takav opiše prirodu čovjeka te kako je čovjekov razvoj određen njegovom okolinom i nasljeđem. Naime, on se nadovezuje na učenje Hippolyta Taina o nasljeđu, trenutku i rasi kao činiteljima koji utječu na ljudsko ponašanje.
Junaci naturalističkih romana su robovi strasti, zatočenici vlastite nesretne sudbine, ljudi koju su opterećeni nasljednim osobinama. Zola smatra da pisac mora otkriti sve tamne, crne strane ljudskog života kao liječnik neku bolest ili ranu koju treba izliječiti.